# Личностный смысл болезни
Ли́чностный смысл боле́зни — жизненное значение для субъекта обстоятельств болезни в отношении к мотивам его деятельности.

## История
Изначально термин «личностный смысл» был введён в научный оборот А. Н. Леонтьевым и понимался в контексте отношений субъекта как отношение мотива деятельности к её цели, которое проистекает из реальных жизненных отношений конкретного человека. Данное понятие впоследствии было применено к психосоматике и получило развитие в трудах А. Ш. Тхостова, который включил личностный смысл болезни в свою концепцию внутренней картины болезни в качестве одного из её структурных компонентов.

## Типы личного смысла болезни
Личностный смысл болезни подразделяется на три возможных типа: преградный (негативный), позитивный и конфликтный смыслы.
Преградный (негативный) смысл связан с восприятием болезни пациентом как фактора, препятствующего удовлетворению актуальных потребностей и достижению значимых целей, а также мешающего самореализоваться, и, в некоторых случаях, изменяющего отношение к больному со стороны общества.
Позитивный смысл возникает в тех случаях, когда больной видит в своей болезни средство реализации того или иного мотива: в частности, болезнь может открывать возможности для ухода от ответственности, позволять избавиться от негативных переживаний, сопровождавших больного в прошлом, способствовать избеганию нежелательной деятельности, а также служить источником вторичной выгоды — как материальной (денежные пособия, подарки), так и проявляющейся в получении внимания и любви.
Конфликтный смысл характеризуется тем, что пациент рассматривает болезнь одновременно и как возможность достижения одних значимых целей, и как барьер, препятствующий достижению других, не менее значимых целей. Например, ограничение активности (двигательной, умственной, социальной) в целях сохранения здоровья, вступает в противоречие с необходимостью реализовать другие мотивы, связанные с достижениями. Результатом будет либо отказ от своих целей и намерений, лежащих в плоскости активной жизни (если побудительная сила первого мотива будет больше), либо игнорирование болезни (если второй мотив окажется сильнее), либо постоянные колебания между ними. Но, в связи с тем, что болезнь не является изолированным феноменом, намного чаще конфликтный смысл обретается болезнью, когда та включается в более широкие смысловые образования.

## Факторы формирования личностного смысла болезни
Личностный смысл болезни во многом определяется преморбидной структурой личности. В частности, рядом советских ученых (Б.В. Зейгарник, В. В. Николаева) было показано, что осознание болезни находится в тесной взаимосвязи со строением мотивационной сферы человека до возникновения заболевания, в том числе — с её одно- или многовершинностью.
Другими факторами, вносящими вклад в формирование личностного смысла болезни, являются актуальная жизненная ситуация, в которой находится больной, а также система отношений в семье и коллективе.